# 航空交通管理センター
航空交通管理センター（こうくうこうつうかんりセンター）とは、福岡県福岡市東区奈多に所在する国土交通省福岡航空交通管制部に置かれている管制区管制所である。
飛行情報区業務、札幌・東京・福岡・神戸航空交通管制部の航空路監視レーダー覆域外の太平洋上の管制および、各航空交通管制部のバックアップ、防衛省および米軍との空域調整を航空交通管理センターが担当している。略称はATMセンター、ATMC。

## 施設概要
ICAOの新CNS/ATM構想に基づく航空交通管理(ATM)をわが国において着実かつ効果的に推進するため、ATMの主導的な役割を担う中核組織として福岡航空交通管制部内に2005年に設立された。ATMCは、空域の有効利用を図る空域管理、交通量の調整等により円滑な航空交通を形成する航空交通流管理及び新技術を活用した管制業務を総合的に連携して、 航空交通の安全確保と交通流制御、航空交通容量の拡大を図るものである。また、ATMCには防衛省（航空自衛隊）、気象庁からのリエゾンが派遣されており、訓練空域等の運用の調整等を行っている。

## 業務概要
飛行情報区
- ICAO（国際民間航空機関）により設定された航空機の航行に必要な各種の情報の提供又は捜索救難活動が行われる空域。

2006年、東京航空交通管制部、那覇航空交通管制部で担当していたFIRが統合され、航空交通管理センターで実施され福岡FIRに変更した。ICAO空港コードは、福岡航空交通管制部（RJDG）とは独立して設定され、”RJJJ”(ATMC/Fukuoka FIR)である。
このほか、疑似地点略号としてRJJW, RJJX, RJJY, RJJZを交通流制御、RJDRを無人航空機用、ROBLを航空障害灯・昼間障害標識用、RJTDを花火・模擬ロケット等の飛行に影響を及ぼす物体の情報に用いる。RJTDは火山噴火用情報として気象庁も使用する。
航空交通流管理（ATFM）
- 飛行計画経路の管理

飛行計画経路を設定し、混雑や悪天を回避するための経路変更等の調整を実施
- 管制承認の発出

管制区管制所の空域や空港管制能力と交通量を監視して、IFRで飛行する管制承認を管制機関を経由して発出
- 交通流制御の実施[5]

管制処理容量を超える交通量が予測される場合、交通流制御を実施し、最大かつ適正な交通流の維持
出発予定の航空機に対し適切な出発時刻(出発制御時刻/EDCT)、出発間隔等の指定
飛行中の航空機について、混雑空域へ入域させる間隔や時期等の管制上の取扱を指定
国内交通流と国際交通流の調和を維持
空域管理（ASM）
訓練空域等の有効利用調整、混雑が予想される空域における可変セクター運用の調整
- 自衛隊・米軍の訓練空域等の使用計画調整及び使用状況管理
- 訓練空域等未使用時の有効利用調整
- 調整経路の設定
- 民間訓練試験空域の一元管理

洋上管理（Oceanic ATM）
ATMCは、MTSAT等の衛星を利用した通信・監視技術により管制間隔を短縮した効率的な洋上管制を実施している。また、北米・ハワイ間の北太平洋ルート(NOPAC)において、高層風（ジェット気流）の変化に応じて経済性の高い飛行経路（太平洋編成経路システム：PACOTS）を日毎に設定し提供するとともに、運航者が運航機材、運航時刻、気象状況等を考慮して作成する経路（UPR）及び、運航者が最新の気象状況等に基づき飛行中の航空機の経路変更を行う方式（DARP） を導入している。また、更なる効率的な交通流の実現のために、DARPの拡大や、新たな方式について米国管制機関と検討を進めている。
ATMCは太平洋上空の空域において5つのセクターを有していたが、2024年6月13日に、福岡ACCへ業務を移管した。

## 歴史
- 2006年2月16日：東京管制部および那覇管制部で担当していた洋上管制業務を統合し航空交通管理センター(ATMC)になる。福岡ACCに設置される[1]。
- 2024年6月13日：管制空域再編に伴い、ATMCにて行っていた洋上管理を福岡ACCに移管[6]。

## 担当エリア
以下は2024年6月12日までのもの。翌日よりセクター名を廃止したうえで福岡ACCに移管している。
| 名称・セクター     | 名称・セクター   |                                |
| ------------------ | ---------------- | ------------------------------ |
| 洋上管理北A（A01） | Oseanic Sector 1 | 仙台からアンカレッジ方向       |
| 洋上管理北B（A02） | Oseanic Sector 2 | 東京からアンカレッジ方向       |
| 洋上管理東 （A03） | Oseanic Sector 3 | 房総半島の北東～南東方向       |
| 洋上管理南A（A04） | Oseanic Sector 4 | 房総半島から九州東岸の南東方向 |
| 洋上管理南B（A05） | Oseanic Sector 5 | 沖縄東方～九州南東方向         |